# Low (álbum de Testament)
Low es el sexto álbum de estudio de la banda estadounidense de thrash metal Testament, lanzado el 30 de septiembre de 1994. Es el primer álbum de la banda sin el guitarrista Alex Skolnick y el baterista Louie Clemente, que fueron remplazados por James Murphy y John Tempesta respectivamente.

## Lista de canciones
1. "Low" – 3:33
2. "Legions (In Hiding)" – 4:17
3. "Hail Mary" – 3:32
4. "Trail of Tears" – 6:06
5. "Shades of War" – 4:44
6. "P.C." – 2:50
7. "Dog Faced Gods" – 4:02
8. "All I Could Bleed" – 3:37
9. "Urotsukidōji (Instrumental)" – 3:40
10. "Chasing Fear" – 4:56
11. "Ride" – 3:16
12. "Last Call" – 2:41

## Créditos
- Chuck Billy: Vocales
- Eric Peterson: Guitarra rítmica/principal
- James Murphy: Guitarra principal/rítmica
- Greg Christian: Bajo
- John Tempesta: Batería

## Posición en las listas musicales
| Lista (1994)  | Mejor posición |
| ------------- | -------------- |
| Billboard 200 | 122            |

- Datos: Q654711